# دره‌شیر (تفت)
دره‌شیر روستایی ییلاقی  در دهستان پیشکوه بخش مرکزی شهرستان تفت استان یزد ایران است.

## جمعیت
بر پایه سرشماری عمومی نفوس و مسکن در سال ۱۳۹۵ جمعیت این روستا 1890 نفر (154خانوار) بوده‌است.